# Ilex jiuwanshanensis
Ilex jiuwanshanensis là một loài thực vật có hoa trong họ Aquifoliaceae. Loài này được C.J. Tseng mô tả khoa học đầu tiên năm 1981.